# Мельница Святого Гереона

Мельница в XV веке (реконструкция)

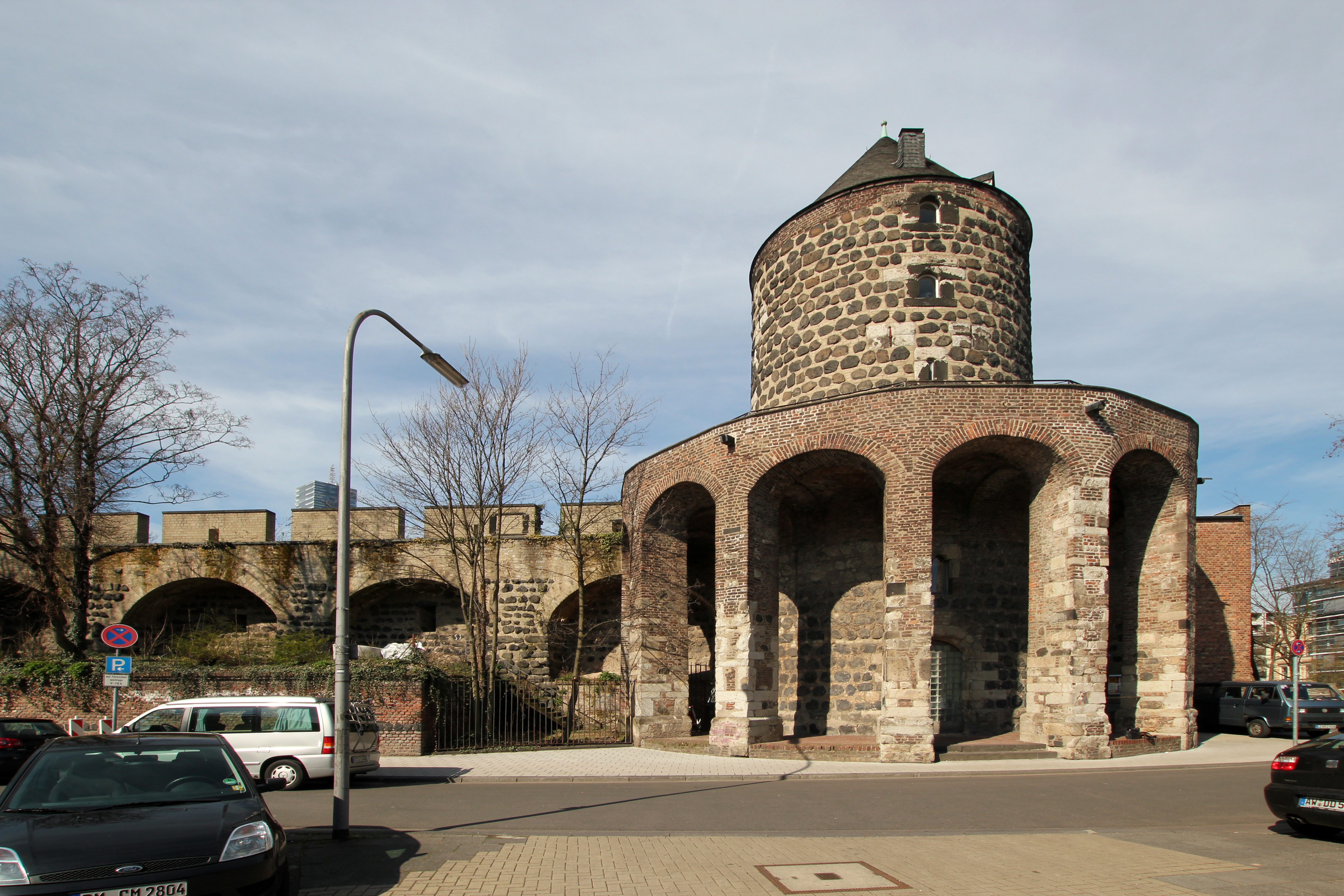
Вид со стороны улицы Gereonswall (2011 год)

Мельница Святого Гереона (нем. Gereonsmühle) — обобщённое название сохранившегося 113-метрового участка кёльнской средневековой городской стены (de:Festungsring Köln) с двумя башнями (федеральная земля Северный Рейн-Вестфалия). Расположена на улице Gereonswall в северной части старого города (de:Köln-Altstadt-Nord).
Восточная башня, конструктивно идентичная башне Улрепфорта, в XV веке была переоборудована в ветряную мельницу. Мельница получила своё название благодаря расположению по-соседству с ныне не сохранившимися воротами, носящими имя Святого Геро (нем. Gereonstor). Также использовалась другое название мельницы Мельница Тела Господня из-за расположенного рядом монастыря Тела Господня (нем. Herrenleichnam).
Почти полностью разрушенные башни с частью стены были восстановлены в 1954 году архитектором Гансом Шиллингом (de:Hans Schilling). Рядом со стеной был разбит небольшой парк.